# سلطان غنيمان
سلطان غنيمان المطيري لاعب كرة قدم سعودي ، يلعب في نادي القيصومة .

## مسيرة اللاعب
```
لعب سابقاً في 
نادي الشباب
 في الفئات السنية و 
نادي الباطن
 
ونادي الجبلين
.
```

## روابط خارجية
- سلطان غنيمان على موقع Soccerway.com (الإنجليزية)